# Юліу Маніу
Юліу Маніу (рум. Iuliu Maniu, 8 січня 1873, Шимлеу-Сілванієй, Трансильванія, Австро-Угорщина — 5 лютого 1953, в'язниця Сігет, Румунія) — румунський політичний і державний діяч, радикальний націоналіст. Одна з ключових фігур новітньої історії Румунії. До Першої світової війни входив до керівництва Національної партії трансильванських румунів. З 1926 — лідер об'єднаної Націонал-царанистської партії. Чотири рази займав пост прем'єр-міністра Румунії.

## Початок політичної кар'єри
Маніу був уродженцем Трансильванії і представником румунської більшості цієї країни. Його батько Йоан Маніу (1833-1895) був юристом, дід його матері Клари Маніу — греко-католицьким священником.
Середню освіту Юліу здобув в угорському кальвіністському коледжі — хоча сам від народження належав до Греко-католицької Церкви. Досконало оволодів угорською та німецькою мовами. Вищу юридичну освіту здобув в університетах Будапешта та Відня. У молодості вступив у Національну партію, що ставила собі за мету гегемонію румунського елементу в Трансильванії і в суміжній Буковині, з прицілом на приєднання цих країн до Румунського королівства, це приєднання і здійснилося в подальшому, при його особистій участі.
У 1906 Маніу був обраний депутатом в Угорський парламент. У 1915 мобілізований в австро-угорську армію, воював на Італійському фронті.

## Зоряний час Юліу Маніу
Наближався кінець Першої світової війни. Влітку 1918 ще «за життя» Австро-Угорської монархії, на її землях стали виникати самопроголошені етнократичні держави, створенню яких передувала інтенсивна робота національного підпілля, не виключаючи румунського. У серпні 1918 в трансильванському місті Сібіу пройшло засідання підпільного комітету, на якому один з лідерів Національної партії Александру Вайда-Воєвод був уповноважений вимагати незалежності Трансильванії від Австро-Угорської Імперії. Слід підкреслити, що на той момент мова йшла не про приєднання до Румунії, але саме про незалежність колишнього князівства. Хоча на цьому засіданні в Сібіу були і делегати з «Старого Королівства». Були присутні Братіану, Арджетояну, Міронеску, Таке Іонеску, Александру Маргіломан. Більшістю голосів було прийнято рішення, щоб Вайда-Воєвод виступив з відповідною вимогою в Угорському парламенті. Вайда-Воєвод негайно виїхав до Будапешта. Після виступу останнього слово взяв угорський прем'єр-міністр, граф Іштван Тиса. Свою промову він завершив жорсткими словами: «Вайда — зрадник!». І тоді виступив Юліу Маніу, який повторив вимогу свого однопартійця Вайда-Воєвода про незалежність Трансильванії від Австро-Угорщини. Після нього взяв слово представник родини Габсбургів, і він виступив на захист румунів. «Ми не можемо звинувачувати цих людей у зраді Батьківщини, тому що вони наші депутати. Вони вимагають незалежності Трансильванії, що цілком природно!» — сказав Габсбург. Коли ж дійшло до голосування, цей Габсбург утримався. І його голос, його авторитет, врятували Маніу і Вайду від страти, тому що граф Тиса вимагав для них смертної кари, як для «шпигунів і зрадників». Може бути, саме тоді, переживаючи страшні хвилини (а може, звичайно, і ще раніше), Юліу Маніу сповнився лютою ненавистю до угорців.
Тим часом 27 жовтня 1918 в Чернівцях, на Буковині, відбувся з'їзд місцевих румунів, де було прийнято рішення створити Національні Законодавчі Збори Буковини і скликати Національну раду румунів Буковини. Першим рішенням Буковинської румунської Національної ради стала декларація об'єднання Буковини як з Румунією, так і з Трансильванією. 2 листопада 1918 в Трансильванії був створений Румунська Центральна Національна рада, до складу якого увійшов і Юліу Маніу. Рада поклала на себе повноваження тимчасового уряду краю. У листопаді рада розпочала переговори з угорським урядом про мирне відділення Трансильванії від Угорщини, але вони провалилися.
1 грудня 1918 в місті Карлсбург (нині — Алба-Юлія) був призначений з'їзд всіх членів Румунської Центральної Національної ради. Цей з'їзд отримав назву Великих Національних Зборів. На з'їзді взяв слово той самий Габсбург. Він виголосив яскраву промову румунською мовою, потім повторив її німецькою, потім угорською, потім чеською. Він закликав різноплемінних делегатів зберігати спокій. Він казав: «Австрійська конституція забезпечить всім меншинам рівні права!» Але після Габсбурга слово взяв Маніу. Полемізуючи зі своїм рятівником, він дослівно сказав таке: «Люди добрі, знайте, що під Австро-Угорщиною ми ніколи не перетворимося з пригноблених в гнобителів!» І тоді більшість проголосувала за об'єднання з Румунією. Це був зоряний час Юліу Маніу.

## Четверте прем'єрство, арешт і смерть
Юліу Маніу схилив молодого короля Міхая до сепаратного миру з Антигітлерівською коаліцією. 23 серпня 1944 під час аудієнції у короля, були заарештовані колеги-тезки Йон і Міхай Антонеску. А Юліу Маніу вчетверте призначили прем'єр-міністром. 25 серпня Румунія вступила у війну на боці антигітлерівської коаліції. Для Маніу це був перш за все слушна нагода поквитатися з угорцями. Всього чотири дні пробув він на чолі кабінету — але за ці дні дав добро на формування румунських шовіністичних банд, що звались «чорними сермягами», а іноді ж гордо і відверто називали себе гвардією Юліу Маніу («Maniu-gárda»). По справедливості Маніу повинен був нести відповідальність за дикі насильства своїх «гвардійців» над угорським населенням Північно-східній Трансільванії. Однак командування СССР крізь пальці дивилося на цей терор.
При підведенні остаточних підсумків Другої світової війни, за умовами мирного договору, підписаного 10 лютого 1947, був анульований Віденський диктат 1940 і декларувалося приєднання північно-східної Трансильванії до Румунії. В тому ж 1947 Юліу Маніу був заарештований, звинувачений в «антинародної, шпигунсько-диверсійної діяльності проти народно-демократичного ладу» і засуджений до тюремного ув'язнення. У причетності до воєнних злочинів 1944—1945 ніхто офіційно його не звинуватив. Хоча вони аж ніяк не були таємницею.
Експрем'єр захворів і помер у в'язниці Сігету. Офіційна румунська історіографія постчаушесковської епохи вважає його героєм-мучеником, жертвою комуністичного режиму.